# Chlorophyllum hortense
Chlorophýllum horténse [syn.  Leucoagaricus hortensis] — вид грибов из семейства Шампиньоновые (Agaricaceae).

## Таксономия
Вид впервые описан американским ботаником Уильямом Мёррилом в 1917 году в книге North American Flora как Lepiota hortensis. В 1983 году Пеглер перенёс его в род Leucoagaricus. По результатам филогенетического анализа 2002 года, вид был переведён в род Chlorophyllum.

## Описание
- Шляпка 4—10 см в диаметре, в молодом возрасте яйцевидной, затем подушковидной формы, с заметным бугорком в центре, с сухой, покрытой концентрически расположенными чешуйками поверхностью, в центре оливково- или светло-коричневого, ближе к краю светло-кремового цвета. Край шляпки подвёрнут вниз, рубчатый.
- Мякоть мягкая, беловатого цвета, на воздухе приобретает винно-коричневый оттенок, без особого вкуса и запаха.
- Гименофор пластинчатый, пластинки довольно частые, в молодом возрасте приросшие к ножке, затем отрывающиеся от неё.
- Ножка 4—7 см длиной и 0,3—0,6 см толщиной, почти ровная или утолщающаяся книзу, с возрастом становящаяся полой, с сухой, над кольцом гладкой, коричневатой, а под кольцом — слабо ворсистой поверхностью. Кольцо располагается посередине ножки, хрупкое, коричневатого цвета.
- Споровый порошок белого цвета. Споры 8—10×6—7 мкм, эллипсоидной формы, гладкие, гиалиновые, декстриноидные.
- Пищевые качества или токсические свойства не изучены.

## Ареал и экология
Встречается обычно небольшими группами, в юго-восточной части Северной Америки.